# 谷口誠
谷口 誠（たにぐち まこと、1930年3月31日 - 2024年1月14日）は、日本の外交官、経済学者。専門は南北問題・国際経済。国連貿易開発会議議長、日本人として2人目のユニセフ議長、国連大使、日本人初OECD事務次長、早稲田大学教授等を歴任。

## 人物
大阪府出身。羽曳野市立高鷲小学校、旧制大阪府立富田林中学校、新制大阪府立富田林高等学校を経て、一橋大学大学院経済学研究科修了後、ジョーン・ロビンソンの勧めで、ロビンソンの指導を受け1958年にケンブリッジ大学を卒業し、新渡戸稲造にあこがれ、1959年外務省入省。1960年にはケンブリッジ大学で修士号を取得。
国際連合新再生エネルギー会議議長や、国際連合貿易開発会議議長、日本人としての2人目のユニセフ議長、国連大使や日本人初のOECD事務次長を務めた後、早稲田大学教授、天津外国語学院客員教授等を歴任。2009年岩手県立大学第2代学長を退任し、いわて県民情報交流センターで新渡戸国際塾を設立会議を開き、同塾長。
国連やOECDなどでの経験を生かしたグローバルな視点が持ち味。ちなみに学長を務めていた岩手県立大学の学食には、谷口誠の名前から由来する、「まこちゃんラーメン」というメニューが存在する。2000年勲二等瑞宝章受章。2014年東久邇宮記念会東久邇宮国際文化褒賞受賞。
日本による対韓輸出優遇撤廃に反対する、＜声明＞「韓国は「敵」なのか」呼びかけ人の1人。2019年瀬戸内寂聴、千玄室、伊藤雅俊らと東アジア不戦推進機構設立。
2024年1月14日、死去した。93歳没。死没日付をもって正四位に叙された。

## 略歴
- 1930年 大阪府出身
- 1954年 一橋大学経済学部卒業
- 1956年 一橋大学大学院経済学研究科修士課程修了[3]
- 1958年 ケンブリッジ大学セント・ジョンズ・カレッジ卒業[3]
- 1959年 外務省入省[3]、経済局
- 1960年 ケンブリッジ大学修士（経済学）
- 1966年 国際連合アジア極東経済委員会（のちのアジア太平洋経済社会委員会）（出向）
- 1968年 外務省国連局経済課
- 1972年 外務省国連局専門機関課長
- 1973年 外務省国連局経済課長
- 1974年 在ジュネーブ国際機関日本政府代表部参事官（国際連合貿易開発会議担当）
- 1976年 在フィリピン日本国大使館公使、総領事
- 1979年 国際連合日本政府代表部公使（経済問題担当）
- 1979年 - 1981年 国際連合新再生エネルギー会議議長[11]
- 1983年 在パプア・ニューギニア特命全権大使[3]
- 1986年 - 1990年 国際連合日本政府代表部特命全権大使（経済社会問題担当）[3]
- 1987年 国連貿易開発会議議長[12]、国際連合児童基金副議長
- 1988年 国際連合児童基金議長
- 1990年 - 1996年 経済協力開発機構事務次長[3]
- 1997年 経済協力開発機構事務総長特別顧問、東洋英和女学院大学客員教授（2005年迄）
- 1997年 - 2000年 早稲田大学アジア太平洋研究センター教授
- 2000年 - 2004年 早稲田大学現代中国総合研究所所長
- 2003年 日本パプアニューギニア協会会長
- 2005年4月 - 2009年3月 岩手県立大学第2代学長兼公立大学法人岩手県立大学副理事長兼岩手県立大学盛岡短期大学部学長兼副理事長岩手県立大学宮古短期大学部学長、早稲田大学プロジェクト研究所顧問[3]
- 2006年1月 北東アジア研究交流ネットワーク(NEASE-Net)代表幹事
- 2008年 日本ビジネスインテリジェンス協会名誉顧問
- 2009年4月 桜美林大学北東アジア総合研究所特別顧問・評議委員（のち、桜美林大学アジア・ユーラシア総合研究所所長所長）[8]
- 2024年1月14日、心不全のため東京都内で死去。93歳没[9]。

この他以下のような役職を務める。
- 日立金属株式会社社外監査役
- 国際基督教大学客員教授
- 福井県立大学大学院講師
- 天津外国語学院客員教授
- 同済大学顧問教授
- 国際アジア共同体学会顧問

## 著書
- 『南北問題―解決への道』サイマル出版会 (1993/04)
- 『21世紀の南北問題―グローバル化時代の挑戦 (アジア太平洋研究選書)』早稲田大学出版部 (2001/05)
- 『東アジア共同体―経済統合のゆくえと日本』岩波新書 (2004/11/19)